# Grafen von Calw

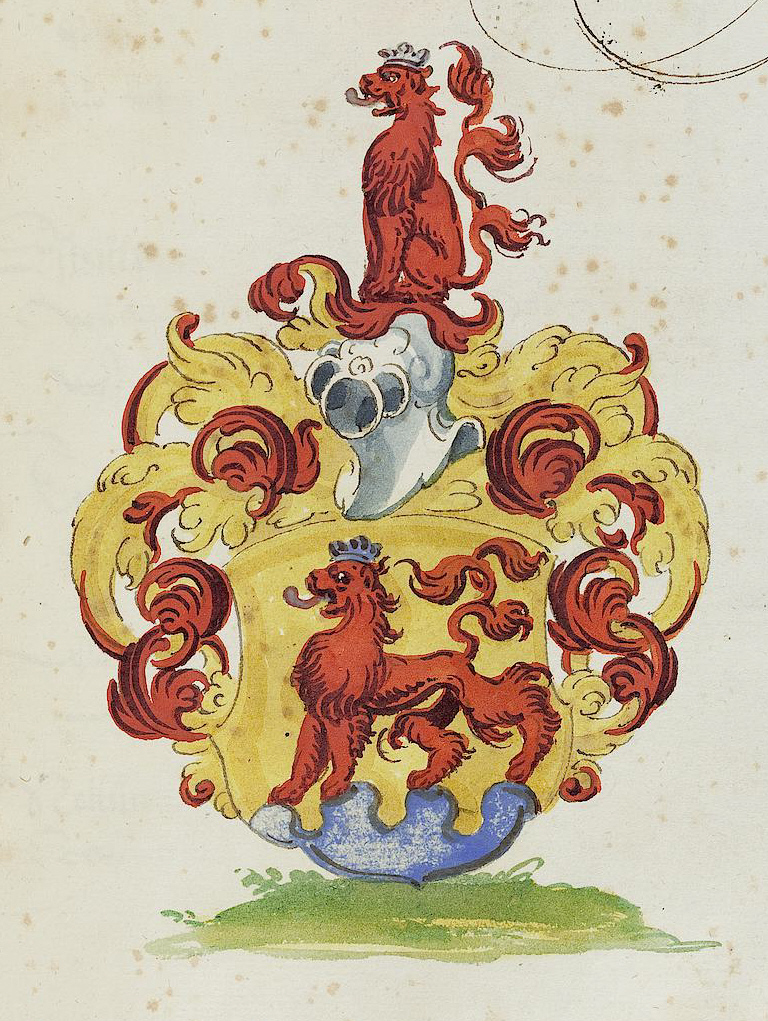
Stammwappen der Grafen von Calw. Es wird in abgewandelter Form auch von den Städten Calw, Löwenstein und Vaihingen an der Enz geführt.

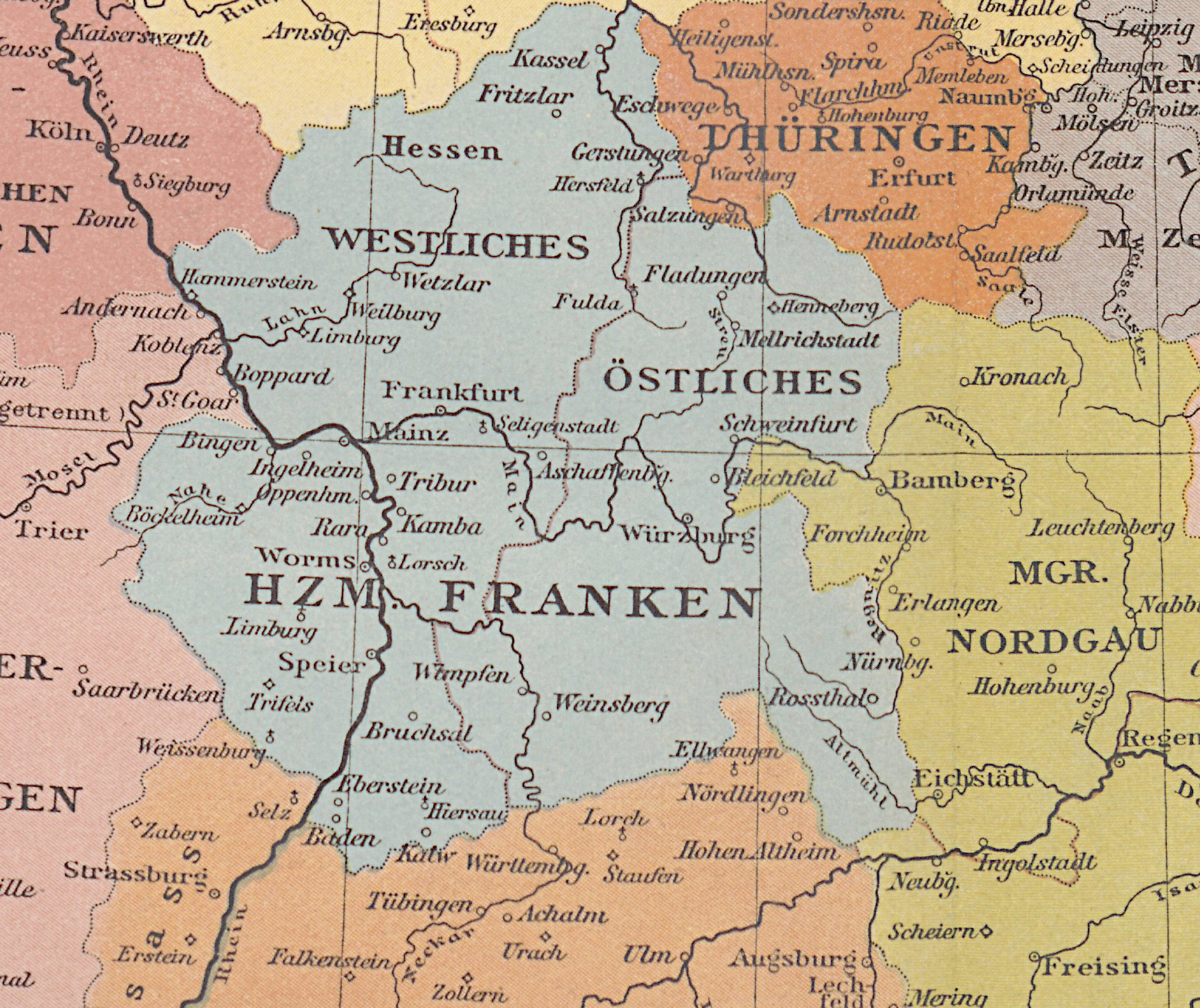
Kalw und Hiersau am Südrand des Herzogtums Franken

Die Grafen von Calw (auch: Grafen von Kalw) waren ein hochmittelalterliches Adelsgeschlecht.
Auf die Grafen von Calw bzw. ihre Vorfahren gehen das Kloster Hirsau (830) und das Stift Sindelfingen (1083) sowie die Städte Calw, Vaihingen an der Enz und Löwenstein zurück.
Im 12. Jahrhundert spalteten sich die Nebenlinien Calw-Löwenstein (Grafschaft Löwenstein) und Calw-Vaihingen ab; dadurch trat der Niedergang infolge Besitzzersplitterung ein. Die drei Linien starben dann schon im 13. bzw. 14. Jahrhundert aus. Besitznachfolger wurden vor allem die Welfen, die Grafen von Württemberg und die Grafen von Tübingen.

## Geschichte
Die frühesten Vorfahren der Calwer Grafen waren laut Hirsauer Tradition und Memorialüberlieferung die Stifter des ersten Klosters von Hirsau (830), Bischof Noting von Vercelli und Erlafrid. Sie waren aus dem Geschlecht der Erlafriede, die im 8. und 9. Jahrhundert reichen Besitz im Ufgau, im heutigen Landkreis Calw und in der Bertoltsbaar hatten, 830/832 das Kloster Hirsau stifteten und eine Reihe von norditalienischen Bischöfen (u. a. in Vercelli und Brescia) stellten. Sie vermischten sich Anfang des 10. Jahrhunderts mit einer von den alamannischen Herzögen abstammenden Familie und bildeten damit die Familie der Grafen von Calw. 1037 wurden sie erstmals genannt.
Die Grafen von Calw waren eine Hochadelsfamilie (11.–14. Jahrhundert), deren Besitzschwerpunkt im fränkisch-schwäbischen Grenzraum, im Würm-, Glems-, Enz-, Zaber-, Murr- und Schotzachgau mit Zentren in Ingersheim, Löwenstein und Sindelfingen lag. Von engen Beziehungen zum rheinischen Kraichgau zeugen Ländereien in Mingolsheim bei Bruchsal. Schirmvogteirechte über die Klöster Sindelfingen, Hirsau und Lorsch mehrten Macht und Ansehen der Calwer in der Salierzeit. Die Beteiligung Murrgaugraf Adalberts am Öhringer Stiftungsbrief von 1037 deutet auf eine enge Verwandtschaft der Calwer mit den Saliern, den Grafen von Lauffen und den Wormsgaugrafen hin. Konnubium und verwandtschaftliche Beziehung zu hohen kirchlichen Würdenträgern stellen die Grafen von Calw zu Ende des 11. Jahrhunderts unter die ersten Familien des Reiches (Adalbert II., Enkel eines Grafen von Egisheim, ⚭ Wiltrud, Tochter Herzog Gottfrieds II. des Bärtigen von Lothringen). Sie waren verschwägert mit den Reformpäpsten Leo IX. und Stephan IX., vermutlich auch verwandt mit den Päpsten Damasus II. und Viktor II., der vielleicht sogar ein Bruder von Graf Adalbert II. war. Obwohl Adalbert II. zur päpstlichen Partei neigte, wurde sein Sohn Bruno von Kaiser Heinrich IV. 1088 zum Bischof von Metz erhoben.
Seit der Mitte des 11. Jahrhunderts verlegte Graf Adalbert II. († 1099) seinen Herrschaftssitz von Sindelfingen, wo die Calwer Grafen offenbar ihren Stammsitz hatten, nach Calw (an der Nagold). Dort erbaute er um 1050 die Burg Calw und bemühte sich, im nördlichen Schwarzwald eine geschlossene Rodungsherrschaft aufzubauen. Die Anlage zahlreicher Waldhufendörfer geht auf ihn zurück. In Erfüllung einer dringenden Bitte Papst Leos IX. von 1049 begründete er nach 1059 das Benediktinerkloster Hirsau neu. 1075 wurde es, gegen anfänglichen Widerstand Adalberts II., mit umfangreichen Freiheiten ausgestattet und konnte dadurch zum Zentrum der weitgreifenden Hirsauer Reform werden.
Mit Graf Gottfried II. (* um 1060; † 1131), dem Sohn Adalberts II. und Schwiegersohn Bertholds II. von Zähringen erreichte die Macht der Grafen von Calw ihren Höhepunkt. Gottfried war einer der wichtigsten und zuverlässigsten Anhänger Kaiser Heinrichs V. und maßgeblich an den Verhandlungen zur Beilegung des Investiturstreits mit den Päpsten Paschalis II. und Calixt II. sowie am Abschluss des Wormser Konkordats von 1122. Einen großen Machtzuwachs bedeutete es, dass ihm Kaiser Heinrich V. 1113 die rheinische Pfalzgrafschaft übertrug. Zusammen mit Herzog Friedrich II. fungierte er während des Italienaufenthaltes Heinrichs V. als dessen Statthalter in Deutschland. Damals besaßen sie große Gebiete Südwestdeutschlands, vor allem in den heutigen Landkreisen Böblingen, Calw, Pforzheim und Ludwigsburg.
Die Heirat Herzog Welfs VI. mit Uta von Calw, Erbtochter Gottfrieds II., zerstörte das welfisch-staufische Gleichgewicht in Schwaben. Die Auseinandersetzung um das Calwer Erbe nach 1131 zwischen Welf VI., Gottfrieds Neffen Adalbert IV. von Calw-Löwenstein und Konrad von Zähringen endete mit einem Kompromiss, leitete aber den Niedergang der Grafen von Calw ein. Mit Graf Gottfried († vor 1262) starb die Calwer Linie aus; Haupterben waren die Grafen von Tübingen. Die Linie Calw-Löwenstein erlosch nach 1277; ihr Besitz ging durch Kauf an eine uneheliche Nebenlinie der Grafen von Habsburg, die mittleren Grafen von Löwenstein. Ein weiterer Zweig, der sich von Vaihingen nannte, war im März 1364 in männlicher Linie ausgestorben; Besitznachfolger wurden die Grafen von Württemberg.

## Wappen
- Das Wappen zeigt in Gold auf blauem Dreiberg schreitend einen blau gekrönten roten Löwen. Auf dem Helm mit rot-goldenen Helmdecken das Schildbild.

Wappen der Grafen von Calw
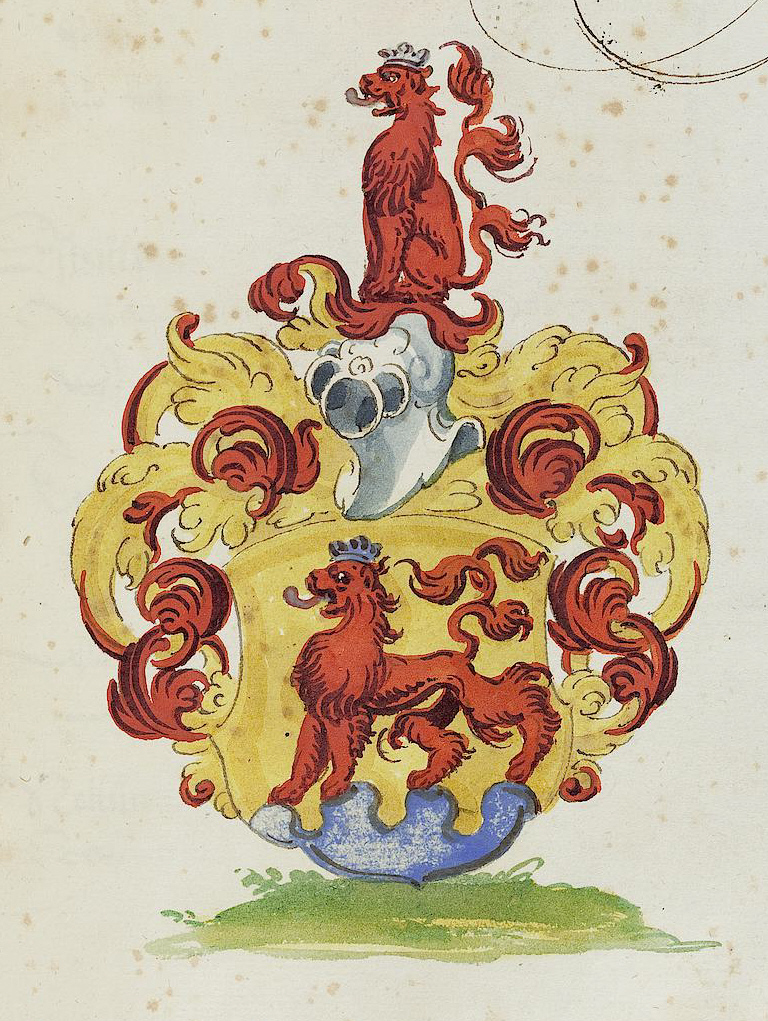
Wappen der Grafen von Calw in David Wollebers Chorographia Württemberg, [Schorndorf] 1591
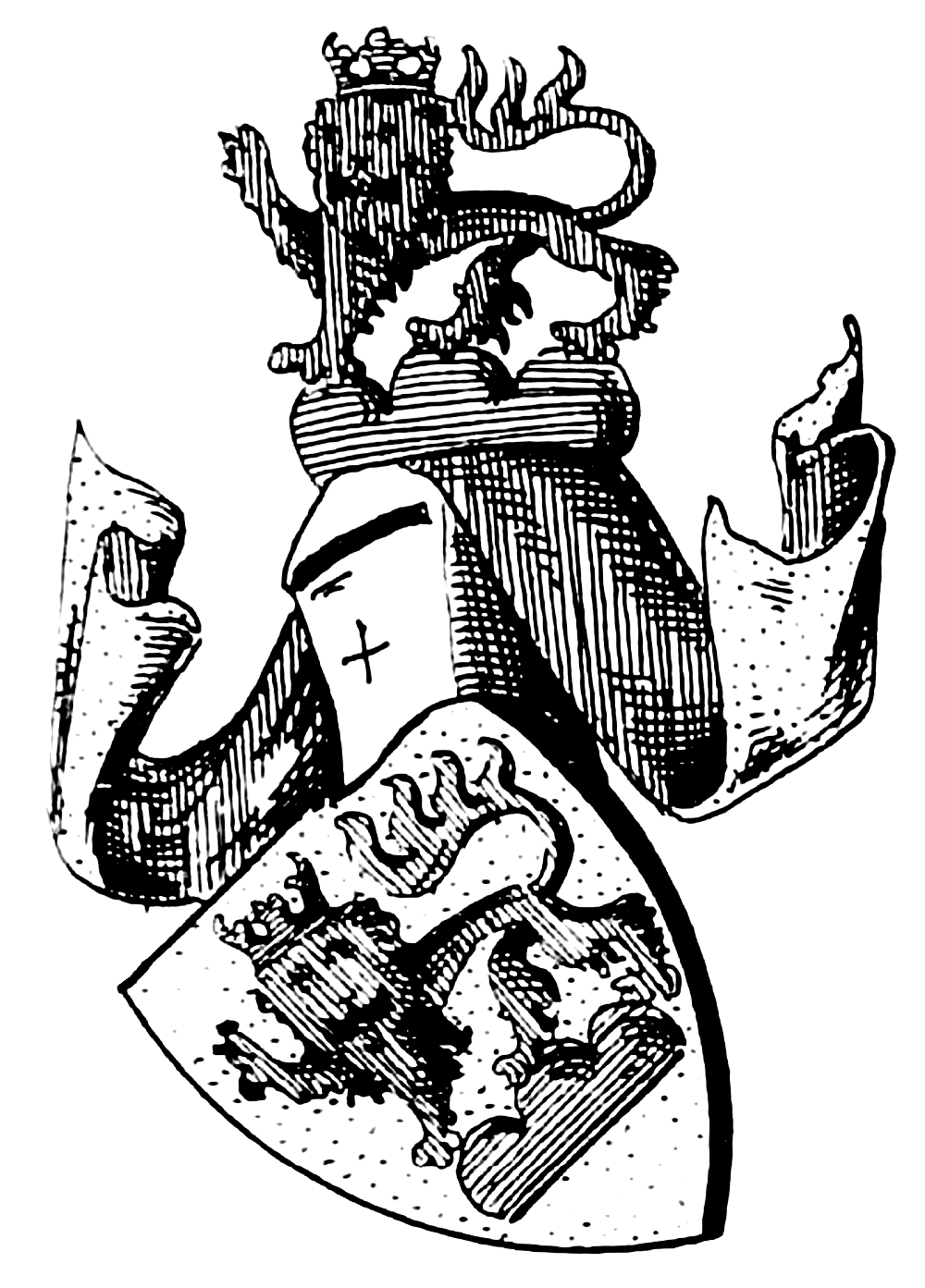
Wappen der Grafen von Calw in Siebmachers Wappenbuch von 1911
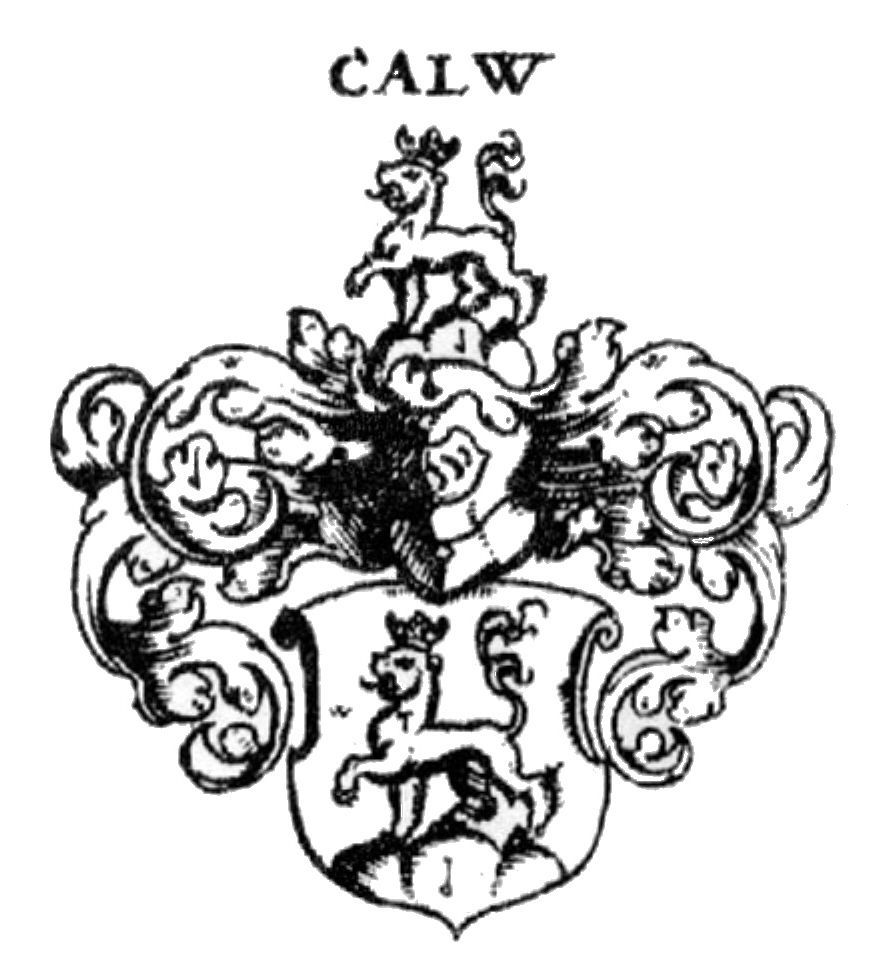
Wappen der Grafen von Calw in Siebmachers Wappenbuch von 1701

- Das Wappen der Grafen von Calw wird in abgewandelter Form von folgenden Städten geführt:

Calw
Löwenstein
Vaihingen an der Enz

## Grafen von Calw
- Adalbert I., erwähnt 1046/(49), Graf im Ufgau
- Adalbert II., † 1099, dessen Sohn, 1075 Graf von Calw
- Adalbert III., 1075/94 bezeugt, dessen Sohn
- Gottfried I., † 1131, Bruder Adalberts III., Graf von Calw, 1113/26 Pfalzgraf bei Rhein
- Adalbert IV., † nach 1147, Sohn Adalberts III., 1125 Graf von Löwenstein, 1139/45 Graf von Calw
- Adalbert V., 1145/88 bezeugt, Sohn Adalberts IV., 1152 Graf von Calw, 1155 Graf von Löwenstein
- Berthold, Bruder Adalberts V., 1156 Graf von Calw, dann Graf von Löwenstein
- Konrad I., Bruder Bertholds, Graf von Calw, 2. Juni 1152 im Kloster St. Peter auf dem Schwarzwald und 1174 Graf von Löwenstein
- Gottfried II., Sohn Adalberts V., 1189 Graf von Vaihingen, 1209 Graf von Calw, † 1234[3]
- Konrad II., Bruder Gottfrieds II., Graf von Calw
- Adalbert VI., Bruder Konrads II., † vor 1219, Graf von Calw
- Gottfried III., † vor 1262, wohl Sohn Konrads II. oder Adalberts VI., Graf von Calw